# Millet (Imperio otomano)
Millet es un término utilizado para referirse a las comunidades confesionales bajo el Imperio otomano. Se refiere a los tribunales independientes relativos a la "ley personal" bajo los cuales a las comunidades religiosas se les permitió gobernarse a sí mismas bajo su propio sistema dentro del sistema musulmán predominante. Las comunidades se autoorganizaban y gobernaban y sus más altos representantes mostraban obediencia al sultán. Después de las reformas otomanas Tanzimat (1839-1876) el término fue utilizado para referirse a grupos religiosos minoritarios legalmente protegidos, en forma similar a la forma que en otros países se utiliza la palabra nación. La palabra millet proviene de la palabra árabe millah y literalmente significa "nación". El sistema millet de la ley islámica ha sido llamado un ejemplo de pluralismo religioso premoderno. El concepto fue utilizado para las comunidades de la Iglesia de Oriente en el siglo IV antes del establecimiento del Imperio Otomano.

## Concepto
El sistema del millet tiene una larga historia en el Medio Oriente, y está muy cercanamente relacionada con las reglas islámicas relativas a las minorías no-musulmanas. El término otomano se refiere a los tribunales separados pertinentes a la ley personal (matrimonios, herencias, etc..) en las que a las minorías se les permitía organizarse en este aspecto por sí mismas con casi ninguna interferencia del gobierno otomano, siempre y cuando ningún musulmán estuviera involucrado.
Las personas estaban sujetas a su millet según su religión o sus comunidades confesionales, en lugar de sus orígenes étnicos, de acuerdo con el concepto de millet. El líder de un millet, la mayoría de las veces un jerarca religioso, reportaba al sultán otomano o al rey sasánida, respectivamernte. Los millets tenían mucho poder ya que creaban sus propias leyes y recogían y distribuían sus propios impuestos. Lo único que se exigía era lealtad al Imperio otomano. Cuando el miembro de un millet cometía un crimen contra el miembro de otro, se aplicaba la ley de la parte afectada. Sin embargo, la ley islámica tenía primacía sobre las de los millets cuando se trataba de una disputa en la cual se viera involucrado un musulmán. La disputa era resuelta con la ley musulmana, la sharia.